# Elter Akay
Elter Akay (* 15. Juni 1940 in Bursa, Türkei) ist ehemaliger türkischer Meister im Kugelstoßen und Volleyballtrainer in Hamburg.
In jungen Jahren war Akay  über drei Jahre  türkischer Meister im Kugelstoßen. Im Alter von 23 Jahren kam er als Gastarbeiter aus Ankara nach Deutschland. Seit 1967 ist er ehrenamtlich als Trainer beim Walddörfer SV tätig, vorzugsweise für Volleyball. Wegen seiner Jugendarbeit erhielt er am 4. November 2002 vom Hamburger Senat die „Medaille für treue Arbeit im Dienste des Volkes“ und auch weitere Auszeichnungen.